# Leeraufnahme
Eine Leer- oder Nativaufnahme im engeren Sinne ist in der Radiologie eine Röntgenaufnahme (Projektionsradiographie) ohne vorherige Applikation eines Kontrastmittels. 
Im täglichen Sprachgebrauch wird dieser Begriff auch für die anderen in der Radiologie angewandten bildgebenden Verfahren eingesetzt, wenn die Bildgebung ohne Kontrastmittel erstellt wurde. Meist werden vor kontrastverstärkten Aufnahmen Leeraufnahmen angefertigt, um diese Bilder dann miteinander zu vergleichen.